# Snails in the Rain
Snails in the Rain (tiếng Hebrew: שבלולים בגשם Shablulim BaGeshem) là một bộ phim năm 2013 của Israel. Lấy bối cảnh vào những năm 1980, bộ phim xoay quanh Boaz, một sinh viên, nhận được thư tình từ một người đàn ông lạ mặt, làm suy yếu danh tính tình dục của anh ta và đe dọa mối quan hệ ổn định của anh ta với bạn gái.

## Sản xuất

### Phân vai
Snails in the Rain được đạo diễn bởi Yariv Mozer. Để hiểu rõ hơn về những thách thức mà các diễn viên phải đối mặt, anh quyết định tự mình đóng phim, đảm nhận vai giáo sư Richlin. Ông đã học theo huấn luyện viên diễn xuất Ruth Dytches để chuẩn bị cho vai trò này. Mozer giải thích: "Tôi đã chọn anh ấy [Giáo sư Richlin] vì câu chuyện của anh ấy giống với câu chuyện của tôi hơn. Tôi cảm thấy giống anh ấy hơn và có thể đồng cảm với anh ấy. "

### Quay phim
Trích dẫn A Single Man của Tom Ford là nguồn cảm hứng, Mozer và nhà quay phim Shahar Reznik đã chọn quay phim theo phong cách phim tài liệu với Sony F3, một máy ảnh cũ được biết đến với cảm biến Super 35 và xử lý tuyệt vời các điểm nổi bật và răng cưa. Mozer và Reznik đã tìm cách sử dụng ánh sáng và màu sắc trong một cái nhìn chân thực nhưng cổ điển.

### Chủ đề chính
Snails in the Rain có bối cảnh theo chủ đề đồng tính dựa trên một câu chuyện ngắn. "Tôi cảm động vì câu chuyện," Mozer nhớ lại. "Thật là bất thường khi tìm thấy văn học đồng tính ở Tel Aviv. Trên thực tế, ở một số nơi, nó vẫn còn rất nhiều tranh cãi."